# Hawker Hunter

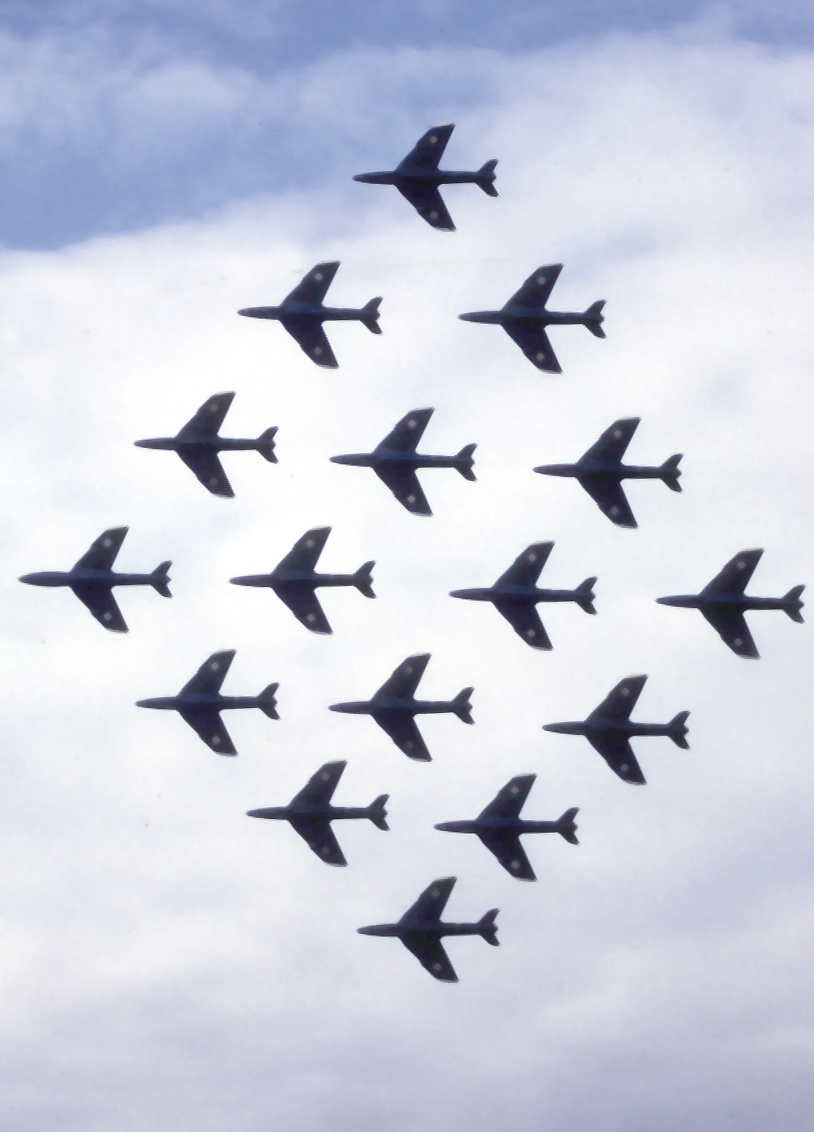
A RAF "Fekete nyilak" egységének tizenhat Hunter vadászgépe csoportos műrepülést hajt végre a Farnborough-i repülő bemutatón (1960 körül)

A Hawker Hunter egy angol sugárhajtású vadászgép volt az 1950-es és 1960-as években. A Hunter hosszú időn keresztül szolgált a Royal Air Force-ban és sok helyre exportálták: 19 légierőnél rendszeresítették. A Hawker Siddeley vállalat és licenc szerződések alapján más gyártók összesen 1972 Huntert gyártottak le.

## Fejlesztése
A Hunter eredete a Hawker Sea Hawk egyenes szárnyú repülőgép-hordozó bázisú vadászrepülőgépre nyúlik vissza. A teljesítmény növelése céljából és hogy megfeleljen a Légügyi minisztérium E.38/46 kiírásának, Sygney Camm, a Hawker Aircraft Ltd. vezető tervezője elkészítette a Hawker P.1052 terveit, ami lényegében egy 35°-os nyilazású szárnnyal ellátott Sea Hawk volt. A P.1052 1948-ban történt első felszállása alkalmával jó teljesítményt nyújtott, de nem adott elég érvet sorozatgyártású repülőgéppé való továbbfejlesztéséhez. A Hawker ezután saját vállalkozásában a második P.1052 prototípust átalakította P.1081 néven. Az új repülőgép nyilazott vezérsíkokat kapott, átalakították a törzset is, egyetlen sugárhajtású motorral szerelték fel, a fúvócső a törzs végén volt. Az első repülésre 1950. június 19-én került sor, amely annyira sikeres volt, hogy a Királyi Ausztráliai Légierő érdeklődését felkeltse, de a fejlesztés nem folytatódott és a prototípus 1951-ben megsemmisült egy légi balesetben.
Eközben 1946-ban a Légügyi Minisztérium pályázatot írt ki sugárhajtású nappali vadászrepülőgépre az F.43/46 számú specifikáció szerint. Camm benyújtotta a pályázatra a P.1052-t, de a terveket az új Rolls-Royce Avon gázturbinára adaptálta. Az Avon legfőbb előnye a Sea Hawknál alkalmazott Rolls-Royce Nenevel szemben, hogy axiális kompresszorral volt ellátva, ez sokkal kisebb hajtómű átmérőt és nagyobb tolóerőt biztosított. 1948 márciusában a Légügyi Minisztérium elfogadta a projektet, a F.3/48 kiírása a további fejlesztést specifikálta. Eredetileg a levegőbelépés a repülőgép orrában lett volna és a függőleges vezérsík felső élénél lett volna a vízszintes vezérsík bekötve, de a tervezés során hamarosan a később megvalósított forma alakult ki. A légbeömlő nyílásokat a szárnytőhöz helyezték át, hogy helyet biztosítsanak a gépágyúknak és a radarnak a repülőgép orrában. A vezérsíkok is hagyományosabb elrendezést kaptak stabilitási szempontok figyelembevételével.

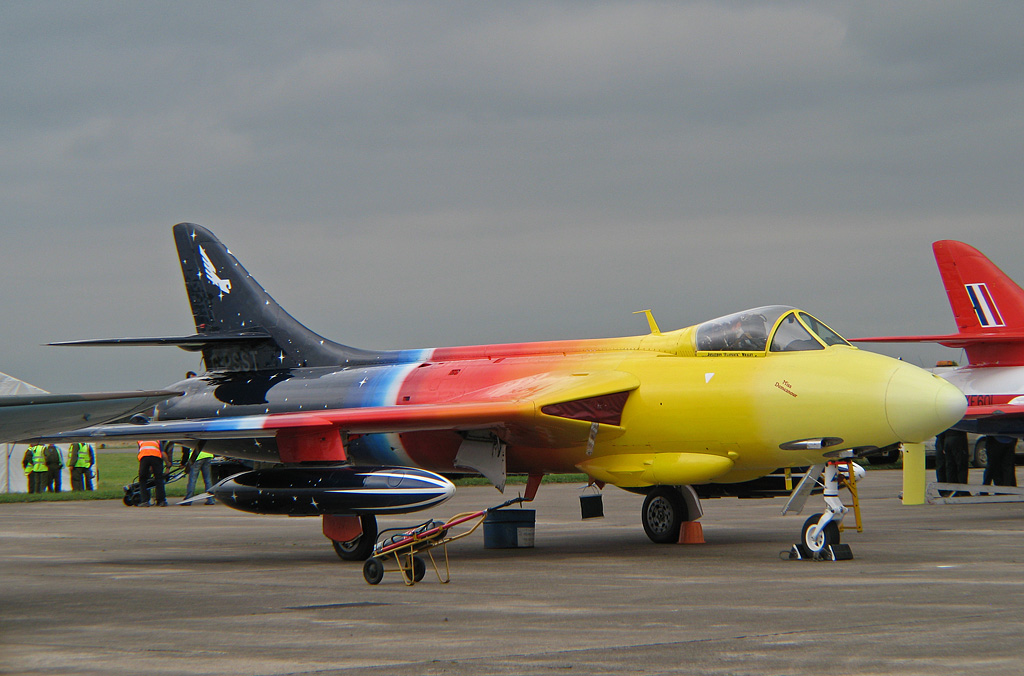
"Miss Demeanour" - egy magánkézben lévő Hawker Hunter F 58A Angliában

Az új gép, melynek típusjele P.1067 lett, 1951. július 20-án szállt fel először a MoD Boscombe Down kísérleti telepről. A repülőgépet egy English Electric Canberra bombázó 28,91 kN tolóerejű Avon 103 gázturbinája hajtotta. A második prototípust már a végleges avionikával és fegyverzettel szerelték fel, erőforrása egy 33,58 kN tolóerejű Avon 107 sugárhajtómű volt. Ez a gép először 1952. május 5-én repült. A harmadik prototípus egy másik brit axiális kompresszorral ellátott sugárhajtóművet a 35,59 kN tolóerejű Armstrong Siddeley Sapphire 101 típust kapott, ez először 1952. november 30-án szállt fel.
Az Ellátási Minisztérium 1950 márciusában megrendelte a Hunter gyártását (egy évvel az első felszállása előtt!). Az első, sorozatban gyártott Hunter F 1 egy 33,80 kN tolóerejű Avon 113 sugárhajtóművel 1953. március 16-án szállt fel. Az első 20 repülőgépet sorozatgyártás előtti szériának szánták és egy sor módosítást hajtottak rajtuk végre a tapasztalatok alapján. Így többek között olyan ívelőlapot alkalmaztak, melynél a gázturbina kompresszora utáni sűrített levegőt megcsapolva megfújják a határréteget, hogy a leválást nagy kitérítési szögeknél is megakadályozzák, a törzsön is átalakításokat végeztek a területszabály betartása érdekében. 1953. szeptember 7-én az egyetlen Hunter Mk 3 (az első prototípus módosítása) Neville Duke vezetésével 1171,01 km/h-val új sebességi világrekordot állított fel Littlehampton felett. Ez a rekord azonban három hetet sem ért meg, mivel 1953. szeptember 25-én a Supermarine Swift megdöntötte.

## Felépítése
A Hunter hagyományos elrendezésű, teljesen fémszerkezetű monoplán volt. A pilóta egy Martin-Baker 2H vagy 3H katapultülésben ült. A kétüléses gyakorló változatba Mk 4H katapultüléseket építettek be. Az önhordó törzs hátsó része leszerelhető volt a hajtómű karbantartása céljából. A hajtómű a levegőt a szárnytőben lévő háromszögletű légbeszívó nyílásokon keresztül kapta és egyetlen fúvócsöve volt a középszárnyas törzs hátsó részében. A szárny belépőélének hátranyilazása 35° volt. A vezérsíkok szintén nyilazottak voltak, a törzs hátsó része alatt egy féklapot építettek be. A gépnek hagyományos orrkerekes behúzható futóműve volt.

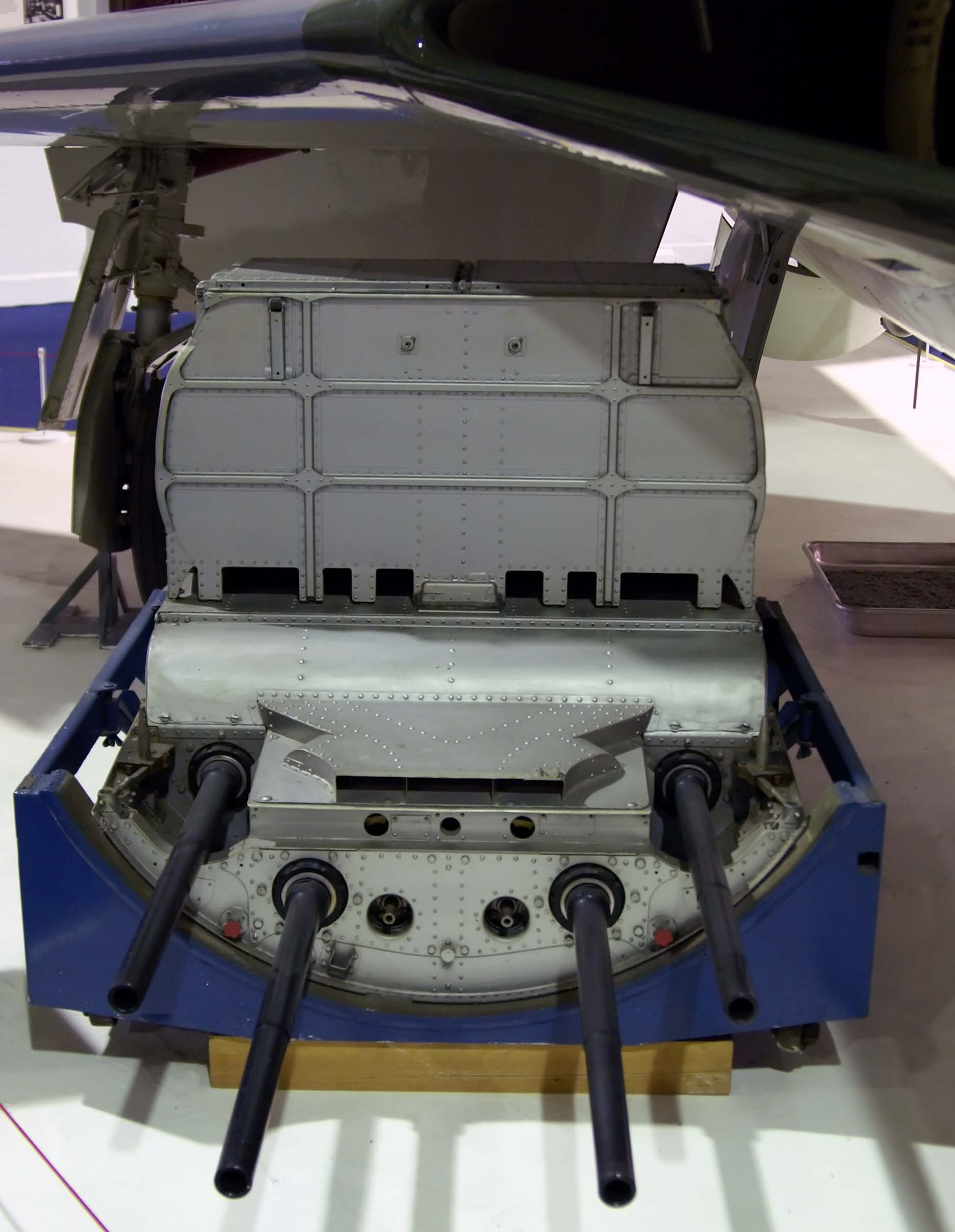
A Hunter a 4 db 30 mm-es ADEN gépágyút tartalmazó leszerelhető doboza

Az együléses vadász változat említésre méltó megoldása a négy 30 mm-es ADEN gépágyú. Az ágyúk és a lőszerkazetták egyetlen dobozban foglaltak helyet, ezt a gyors újratöltéshez és a karbantartáshoz egyben ki lehetett szerelni és kicserélni. A kétüléses változatba vagy egyetlen, vagy egyes exportváltozatoknál két 30 mm-es ADEN gépágyú volt beépítve, kiszerelhető lőszerkazettával. A repülőgép orrában egy egyszerű EKCO radar foglalt helyet. A Hunter későbbi változatait francia SNEB felfüggesztési pontokkal látták el, melyekre 18 darab 68 mm-es rakétákat tartalmazó Matra tartályt lehetett szerelni, mellyel a gépet alkalmassá tették közúti járművek és vonatok támadására.
Jonathon "Flapjack" Whaley veterán Hunter pilóta és a Hunter F 58A "Miss Demenour" tulajdonosa szerint a típus pilótafülkéjének konstrukcióját soha nem sikerült a könnyű kezelhetőség szempontjából kielégítően megtervezni és ez a probléma a Hunter fejlesztésének egész történetét végigkísérte. A későbbi változatoknál egyáltalán nem sikerült az ergonómiát javítani. A műszerfal szerelvényeinek helyét állandóan változtatták. Megszokott dolog volt, hogy egy egység minden Hunterjén máshol voltak a fegyverzet kapcsolói.

## A Hunter szolgálatban

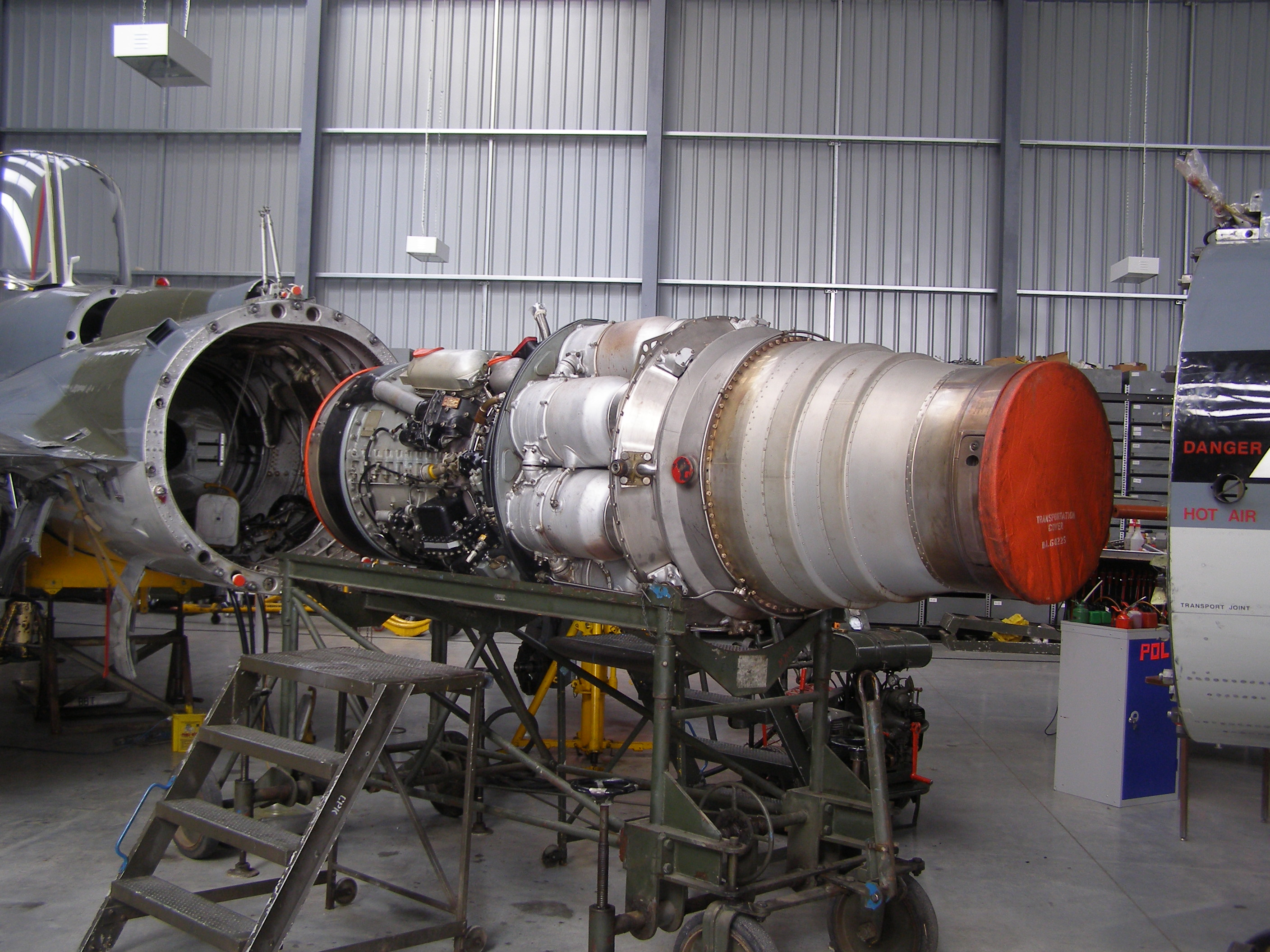
A törzs hátsórésze leszerelhető, hogy hozzá lehessen férni a hajtóműhöz

A RAF a Hunter F 1 típust 1954 júliusában, majd röviddel ezután az F 2-t is hadrendbe állította. Nagyon hamar kiderült, hogy az új vadászgép tüzelőanyag kapacitása nem elegendő. Az első Avon hajtóművek kompresszoránál gyakran levált az áramlás, amikor a gépágyú tüzelt, ez pedig gyakran a hajtómű leállását eredményezte. A hibát azzal a nem elegáns, de célravezető megoldással küszöbölték ki, hogy a gépágyú tüzelése közben csökkentették az üzemanyag adagolást a gázturbina felé. Mivel egy sorozat időtartama ritkán haladta meg az egy másodpercet, a teljesítmény átmeneti csökkenése nem volt jelentős. A 100 sorozatú Avon kompresszora nagy magasságban továbbra is hajlamos volt az áramlás leválására, ha durva manővereket hajtottak vele végre, de ezen egyszerűen a gáz visszavételével segíteni lehetett. Az F 2 széria Armstrong-Siddeley Sapphire sugárhajtóművénél nem voltak ilyen problémák, de ez a motor más szempontból nem volt megbízható. A tüzelés során kivetődő üres töltényhüvelyek gyakran nekiütődtek a törzs alsó részének és megrongálták azt. Az eredeti osztott aerodinamikai fékek gyakran megdöntötték a gép orrát használatukkor, ezeket sürgősen egyetlen egyszerű törzs alatti féklapra cserélték. Ennek azonban az lett a következménye, hogy a féklapot leszállás közben nem lehetett használni. Végül a magasság gyors csökkentésekor a kabintető hajlamos volt bepárásodni és jegesedni.
A repülőgépnek lehangolóan kis hatótávolsága volt, legfeljebb mintegy egyórás repülésre volt képes. 1956. február 8-án egy nyolc Hunterből álló köteléket a rossz időjárás miatt egy másik repülőtérre irányítottak. Hat gépnek elfogyott az üzemanyaga és lezuhant, egy pilóta meghalt. Az egyik gépnek leszállás után gurulás közben fogyott ki a kerozinja.
Más részről a gép könnyen irányítható volt és még a legkorábbi F 1 változattal is könnyen el lehetett érni a hangsebességet 12 000 m-ről teljes gázzal 30-40°-os szögben lefelé repülve.

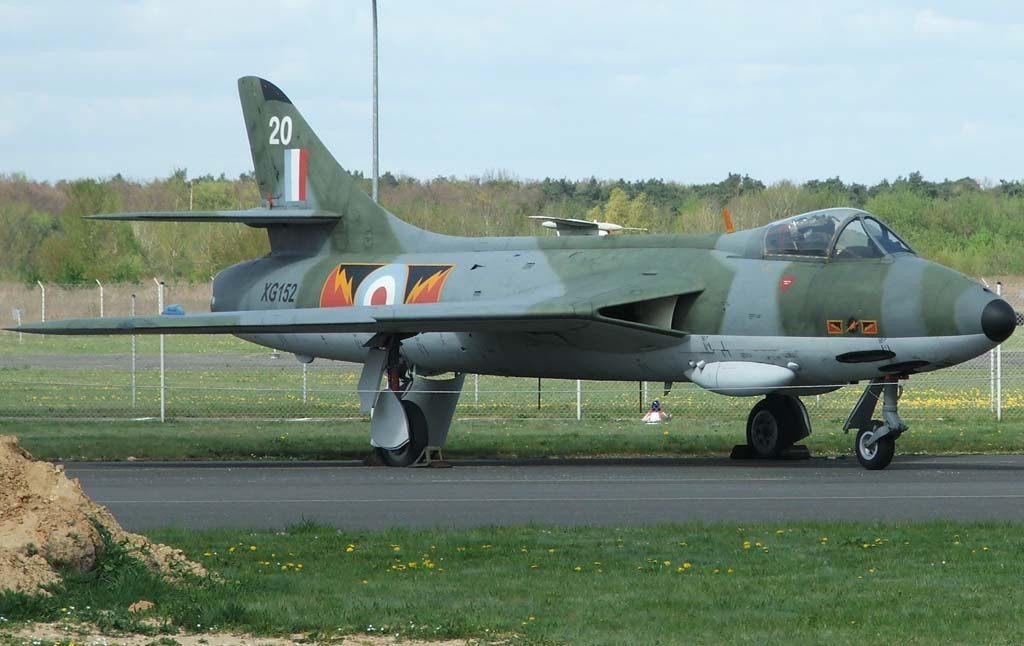
Hawker Hunter a Luftwaffe Museum-ban - Gatow-Berlin

A kis hatótávon úgy segítettek, hogy a Hunter új szárnyat kapott, melynek belépőélénél további üzemanyag-tartályokat alakítottak ki, ezzel az eredetileg 1280-1570 liter 1500-1800 literre nőtt, valamint lehetővé tették egy-egy 454 l-es külső ledobható tank felfüggesztését is a szárnyak alatt. Az új Hunter F 4 1954. október 20-án szállt fel először és 1955 márciusban állították hadrendbe.
A Hunter jellegzetes két csepp alakú kidudorodása a pilótafülke alatt az F 4 szérián jelent meg. Ennek célja az üres töltényhüvelyek gyűjtése volt, hogy ne sértsék meg a törzset. A gépnek ettől kezdve a személyzet a "Sabrina" becenevet adta, mivel külseje emlékeztette őket egy korabeli népszerű filmcsillagra. Az F 4 Sapphire hajtóművel felszerelt változatát Hunter F 5-tel jelölték. Bár a Sapphire nem fenyegetett üzem közbeni leállással és üzemanyag fogyasztása is jobb volt, más problémák jelentkeztek használata folyamán, és nagyon sok üzemzavart okozott. Ennek a szériának a példányai nagyon rövid élettartammal bírtak. A RAF az Avont preferálta, hogy egységesítse a tartalékalkatrész ellátást és a karbantartást, mivel az Canberra bombázót ugyanilyen motor hajtotta.
A RAF hosszú ideig várt nagyobb tolóerőt, mint amit az Avon 100 sorozat szolgáltatott, miután rövid ideig a WB 188 prototípus utánégőjének alkalmazását is latolgatták, a végső döntés az volt, hogy erősebb hajtóművet kell beépíteni utánégő nélkül. A Rolls-Royce az Avon 200 sorozatú új gázturbinát ajánlotta. Ez majdnem teljesen új konstrukció volt, új kompresszorral, melynél nem voltak leválási problémák, gyűrűs égéstérrel és továbbfejlesztett üzemanyag szabályozó rendszerrel. Az Avon 203 44,5 kN tolóerőt fejtett ki és az XF 833 gépbe építették be, mely az első Hunter F 6 lett. Az F 4 néhány más módosítást is kapott: a törzs közepén lévő üzemanyag tankok helyett a törzs hátsó részében lettek kialakítva új tartályok, a "Mod 228" új típusú szárny a szárnyvégeknél karcsúbb szárnyprofilt kapott, hogy megelőzzék a szárnyvégek átesését és így a gép orrának hirtelen felemelkedését ilyenkor. (A nyilazott szárnyvégek átesésekor a felhajtóerő eredőjének támadási pontja előreugrik és ez a gép orrának hirtelen felemelkedéséhez vezet). Az új szárny a keresztirányú áramlás veszélyét is csökkentette. A gép négy póttartály felfüggesztési pontot kapott, ez végre megnyugtató hatótávot eredményezett. A Hunter F 6 gyári jelölése Hawker P.1099 lett.
A Hunter F 6 a RAF-nál betöltött nappali vadász szerepét 1963-ban fejezte be, átadva helyét az English Electric Lightning típusnak. Az F 6 szériának új feladatot adtak: földi támadóvá alakították át Hunter FGA 9 változat típusjelzés alatt. Ez tovább erősített szárnyat kapott és több külső üzemanyag és fegyver felfüggesztést. Az FGA 9 front segítő szolgálatot látott el 1960-tól 1970-ig, a hozzá igen hasonló Hubter FR.10 taktikai felderítő változattal.
A Hunter kétüléses gyakorló változatai, a T 7 és a T 8 a RAF-nál és a Királyi haditengerészetnél az 1990-es évek elejéig használatban voltak.
2006 decemberében a RAF két korábban svájci Huntert egy magánszemélytől bérbe vett egy föld-levegő rakéta programhoz célpont céljából, majd ezeket egy további kétszemélyes gép követte 2007 áprilisában.
A Huntereket két brit bemutató alakulat is használta: A 111. század „Black Arrows” csoportja, akik rekordot állítottak fel 22 repülőgép kötelékben végrehajtott bukfenccel és orsóval, valamint később a 92. század 16 Hunterből álló „Blue Diamonds” csoportja.
Az indiai légierőben is teljesítettek szolgálatot. Az 1965-ös indiai–pakisztáni háborúban pakisztáni F–86F-ekkel kerültek szembe, mikor is kevesebb mint egy perc alatt elvesztettek négy Huntert egyazon Sabre által. A pakisztáni pilóták véleménye megoszlott a két típus között, hiszen repülték a RAF-nál is a Huntert. Legtöbbjük véleménye szerint a Hunter hamarabb vesztett sebességéből azonos túlterhelésű fordulón, azonban a brit vadásznak jobb volt az emelkedőképessége és tolóerő-tömeg aránya az amerikainál. A pakisztáni Sabre-k 35 indiai repülőgépet lőttek le 7 elvesztése mellett abban a háborúban.

## Balesetek
2015. augusztus 22-én egy Hunter T7 (G-BXFI/WV372) lezuhant miközben a pilóta egy hurok megtétele után már nem tudta felhúzni a repülőt. A 2015-ös Shoreham Airshown-n résztvevő Hunter T7 az angliai A27-es autópályára zuhant, ahol épp forgalom volt. A baleset következtében 11 ember vesztette életét.

## Alkalmazó országok
- Abu-Dzabi emírség
- Belgium
- Chile
- Dánia
- Egyesült Királyság
- Hollandia
- Irak
- India
- Jordánia
- Katar
- Kenya
- Kuvait
- Libanon
- Omán
- Peru
- Rodézia
- Szaúd-Arábia
- Szingapúr
- Szomália
- Svájc
- Svédország
- Zimbabwe

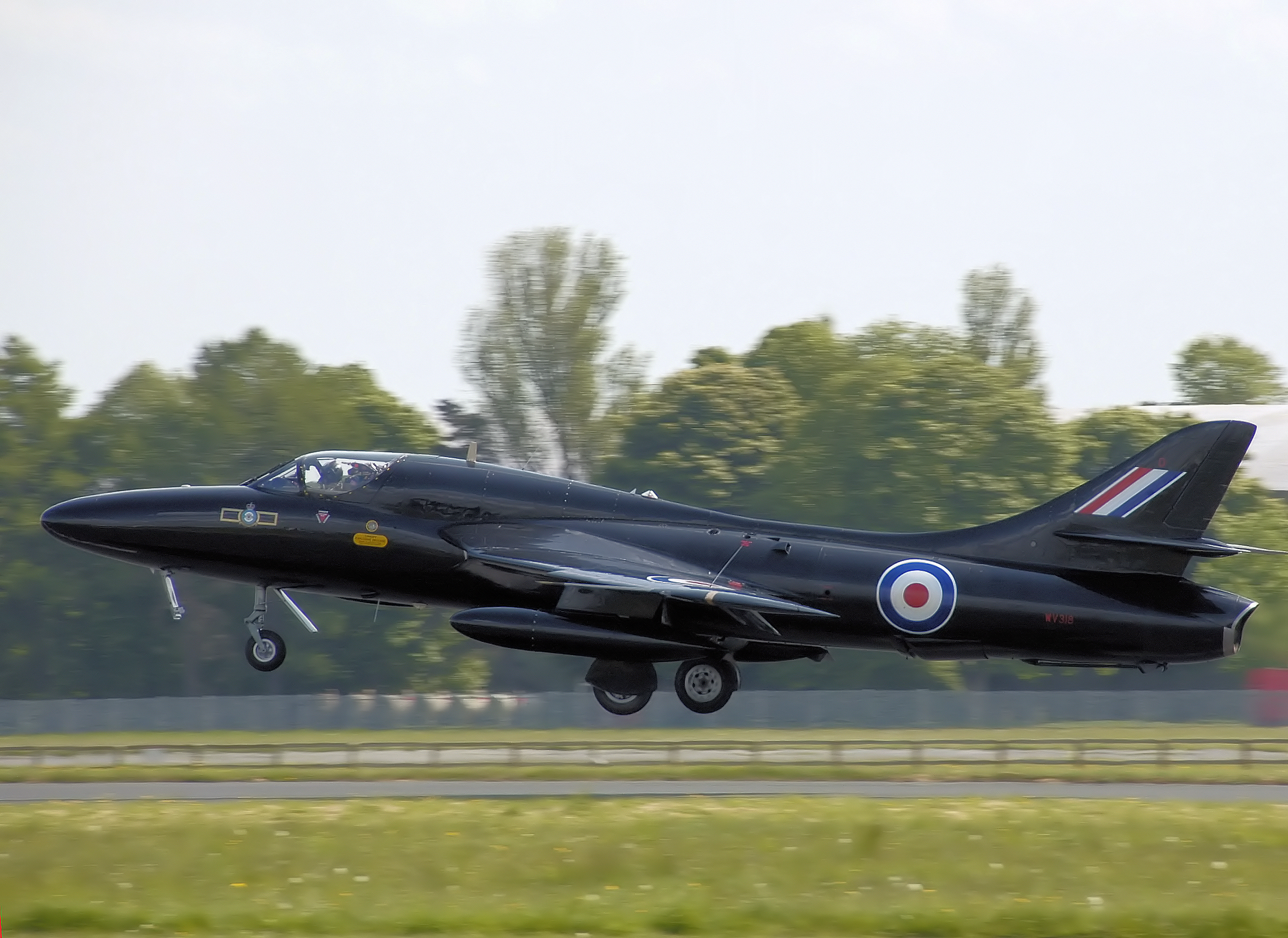
Magántulajdonú (korábban RAF) Hunter T7A, melyet a Delta Jets restauráltat

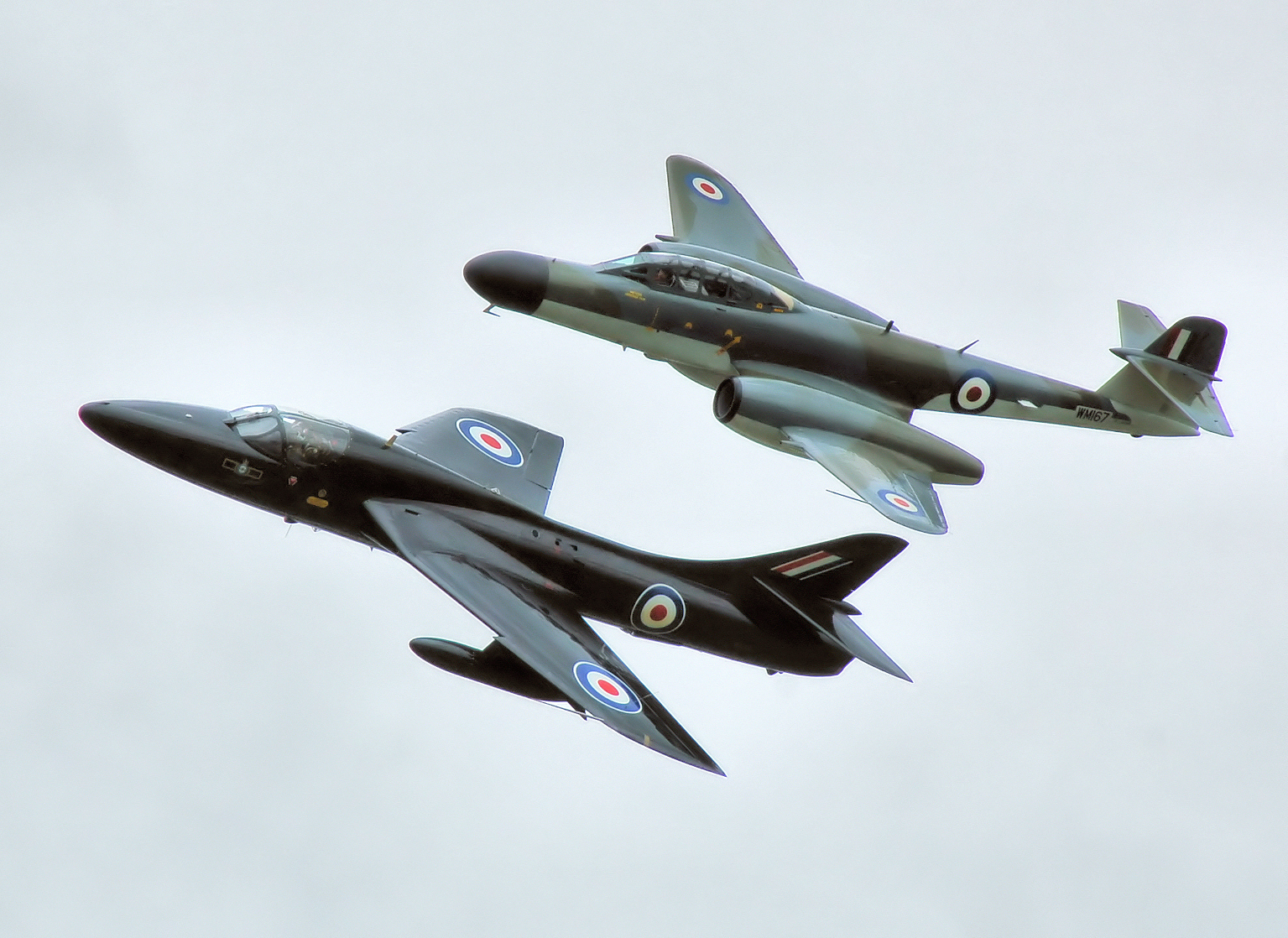
Gloster Meteor NF11 és egy Hawker Hunter T7A a Kemble légi bemutatón 2009-ben

Belgiumban az Avions Fairey és Hollandiában a Fokker licenc alatt gyártotta a Huntert.

## Műszaki adatok (Hunter F 6)[7]
A Hunter F6 röntgen-képe (Flight International 2006)
Általános adatok:
- Személyzet: 1 fő
- Hossz: 14,00 m
- Fesztáv: 10,26 m
- Magasság: 4,01 m
- Szárnyfelület: 32,42 m²
- Üres tömeg: 6405 kg
- Teljes tömeg: 8050 kg

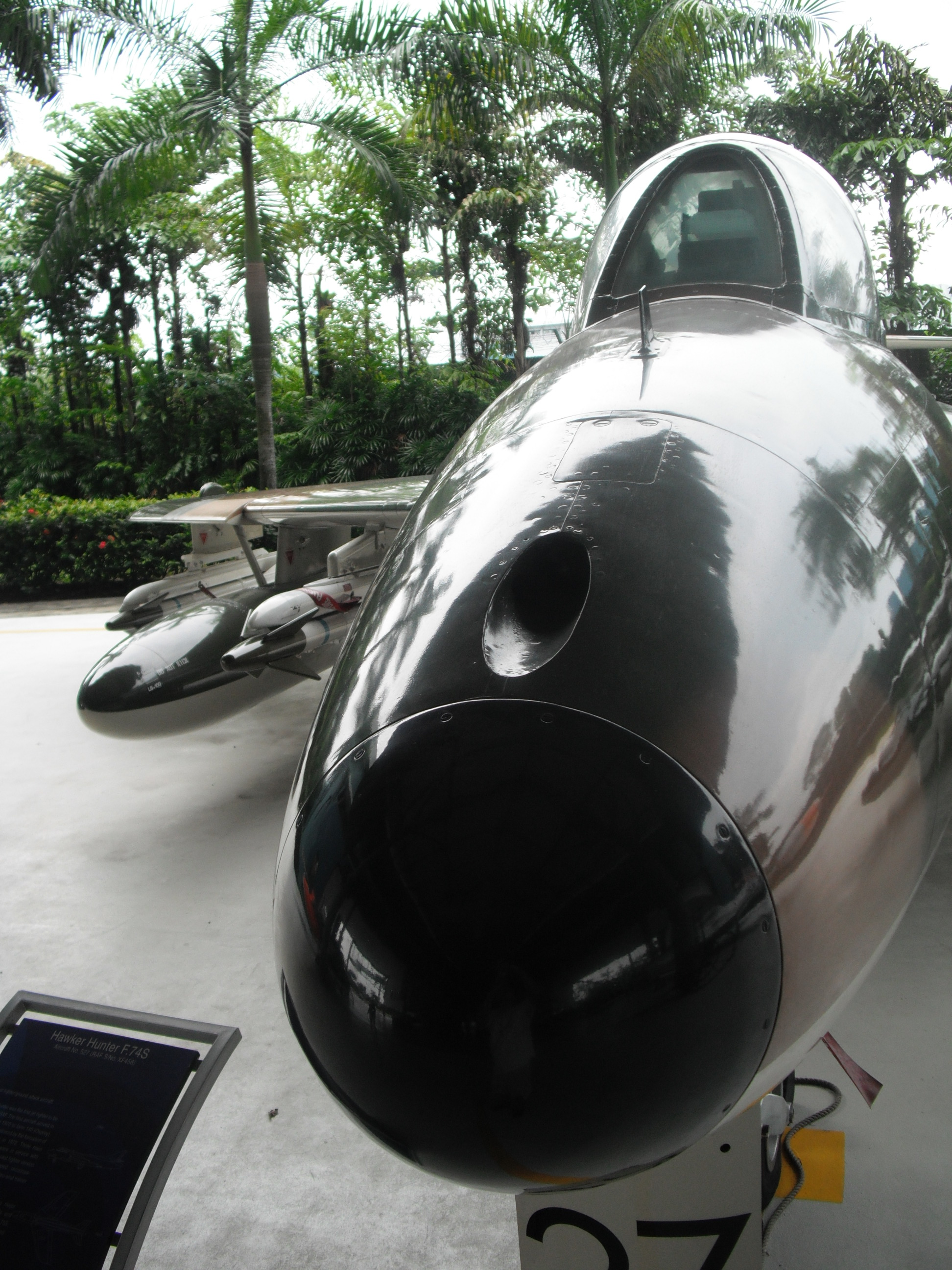
A Hunter orra fölé szerelt G-10 fotogéppuska

- Legnagyobb felszálló tömeg: 11 158 kg
- Sugárhajtómű: 1 db Rolls-Royce Avon 207
- Tolóerő: 45,13 kN

Teljesítmények:
- Legnagyobb sebesség tengerszinten: Mach 0,94, 1150 km/h
- Hatótáv: 715 km
- Hatótáv póttartállyal: 3060 km
- Legnagyobb magasság: 15 240 m
- Emelkedési sebesség: 87,4 m/s
- Felületi terhelés: 251,9 kg/m²
- Tolóerő/súly: 0,56

Fegyverzet:
- 4 db 30 mm-es ADEN gépágyú elmozdítható tartóban 150 ágyúnkénti lőszerrel
- 4 db Matra rakéta indítótartály, mindegyik 18 db 68 mm-es SNEB rakétával
- vagy 24 db Hispano 80 mm-es SURA R80 rakéta[8]
- 4 db AIM-9 Sidewinder levegő-levegő rakéta
- 4 db AMG-65 Maverick levegő-föld rakéta
- 3400 kg össztömegű bomba hordozására szolgáló 4 szárny alatti fegyverfelfüggesztő csomópont, (a továbbfejlesztett szingapúri Huntereken 1 törzs alatti és 6 szárny alatti fegyverfelfüggesztő csomópontja volt[9][10]), melyekre különböző nem irányított bombákat és ledobható üzemanyag-tartályokat lehet szerelni a hatótáv növelése céljából.

## Fordítás
- Ez a szócikk részben vagy egészben  a   Hawker Hunter című angol Wikipédia-szócikk fordításán alapul.  Az eredeti cikk szerkesztőit annak laptörténete sorolja fel. Ez a jelzés csupán a megfogalmazás eredetét és a szerzői jogokat jelzi, nem szolgál a cikkben szereplő információk forrásmegjelöléseként.